# Bia de' Medici
Bia de' Medici (Firenze, 1537 circa – Firenze, 1º marzo 1542) era figlia naturale del granduca di Toscana Cosimo I de' Medici e di madre ignota.

## Biografia

### Infanzia
Nata prima che Cosimo salisse al trono, probabilmente durante la sua adolescenza alla Villa di Castello, la bambina era la primogenita del futuro granduca. Cresciuta nella corte ducale, fu sotto le cure della nonna Maria Salviati, con gli altri figli legittimi di Cosimo. 

La sua vita è circondata da un alone di mistero per le scarse notizie circa la sua vera origine. È ignoto infatti chi fosse veramente la madre. Il Vasari nelle Vite, al capitolo su Agnolo Bronzino, scrive che egli ritrasse "anche la Bia fanciulletta e figliola naturale del Granduca".
Amatissima da Cosimo, che la portava sempre con sé, fu infatti oggetto di uno dei ritratti più famosi del pittore preferito dal granduca, che la ritrasse in un sontuoso abito e con gioielli che testimoniavano il suo altissimo status sociale. Il medaglione al collo contiene un profilo del padre. 
Tra i ritratti dei bambini di Cosimo I dipinti da Bronzino (Francesco, Giovanni, Maria e Garzìa), questo è il più celebre e amato dal pubblico. Il largo impiego di blu di lapislazzulo rende la piccola tavola ancora più preziosa ed evidenzia il luminoso incarnato della bimba, sul cui viso è dipinto un sorriso appena accennato.

### Morte
Nel 1542 Cosimo si recò per un viaggio ad Arezzo, città nei possedimenti fiorentini, e volle con sé la figlia prediletta. Durante il viaggio di ritorno, però, la bambina si ammalò, con una febbre via via sempre più grave, che la portò a una rapida morte all'età di appena cinque anni.
Il suo ritratto venne in seguito posto nella Tribuna degli Uffizi, il posto spettante alle più prestigiose opere delle collezioni medicee.

## Ascendenza
|                           |   |                                | Genitori              |  |  | Nonni |  |  | Bisnonni             |  |  | Trisnonni                |  |
|                           |   |                                |                       |  |  |       |  |  | Giovanni il Popolano |  |  | Pierfrancesco il Vecchio |  |
|                           |   |                                |                       |  |  |       |  |  | Giovanni il Popolano |  |  | Pierfrancesco il Vecchio |  |
|                           |   | Laudomia Acciaiuoli            |                       |  |  |       |  |  | Giovanni il Popolano |  |  |                          |  |
| Giovanni dalle Bande Nere |   |                                |                       |  |  |       |  |  | Giovanni il Popolano |  |  |                          |  |
|                           |   | Caterina Sforza                | Galeazzo Maria Sforza |  |  |       |  |  |                      |  |  |                          |  |
|                           |   | Caterina Sforza                | Galeazzo Maria Sforza |  |  |       |  |  |                      |  |  |                          |  |
|                           |   | Caterina Sforza                | Lucrezia Landriani    |  |  |       |  |  |                      |  |  |                          |  |
| Cosimo I de' Medici       |   | Caterina Sforza                |                       |  |  |       |  |  |                      |  |  |                          |  |
|                           |   | Jacopo Salviati                | Giovanni Salviati     |  |  |       |  |  |                      |  |  |                          |  |
|                           |   | Jacopo Salviati                | Giovanni Salviati     |  |  |       |  |  |                      |  |  |                          |  |
|                           |   | Jacopo Salviati                | Elena Gondi           |  |  |       |  |  |                      |  |  |                          |  |
| Maria Salviati            |   | Jacopo Salviati                |                       |  |  |       |  |  |                      |  |  |                          |  |
|                           |   | Lucrezia di Lorenzo de' Medici | Lorenzo de' Medici    |  |  |       |  |  |                      |  |  |                          |  |
|                           |   | Lucrezia di Lorenzo de' Medici | Lorenzo de' Medici    |  |  |       |  |  |                      |  |  |                          |  |
|                           |   | Lucrezia di Lorenzo de' Medici | Clarice Orsini        |  |  |       |  |  |                      |  |  |                          |  |
| Bia de' Medici            |   | Lucrezia di Lorenzo de' Medici |                       |  |  |       |  |  |                      |  |  |                          |  |
|                           | … | …                              |                       |  |  |       |  |  |                      |  |  |                          |  |
|                           | … | …                              |                       |  |  |       |  |  |                      |  |  |                          |  |
|                           | … | …                              |                       |  |  |       |  |  |                      |  |  |                          |  |
| …                         | … |                                |                       |  |  |       |  |  |                      |  |  |                          |  |
|                           |   | …                              | …                     |  |  |       |  |  |                      |  |  |                          |  |
|                           |   | …                              | …                     |  |  |       |  |  |                      |  |  |                          |  |
|                           |   | …                              | …                     |  |  |       |  |  |                      |  |  |                          |  |
| …                         |   | …                              |                       |  |  |       |  |  |                      |  |  |                          |  |
|                           |   | …                              | …                     |  |  |       |  |  |                      |  |  |                          |  |
|                           |   | …                              | …                     |  |  |       |  |  |                      |  |  |                          |  |
|                           |   | …                              | …                     |  |  |       |  |  |                      |  |  |                          |  |
| …                         |   | …                              |                       |  |  |       |  |  |                      |  |  |                          |  |
|                           |   | …                              | …                     |  |  |       |  |  |                      |  |  |                          |  |
|                           |   | …                              | …                     |  |  |       |  |  |                      |  |  |                          |  |
|                           |   | …                              | …                     |  |  |       |  |  |                      |  |  |                          |  |
|                           |   | …                              |                       |  |  |       |  |  |                      |  |  |                          |  |